# Dęba-Gajówka
Dęba-Gajówka – osada leśna położona w województwie świętokrzyskim, w powiecie koneckim, w gminie Ruda Maleniecka.
W latach 1975–1998 miejscowość administracyjnie należała do województwa kieleckiego.